# Estación de La Roda de Andalucía
La Roda de Andalucía, llamada inicialmente La Roda, es una estación ferroviaria situada en el municipio español de La Roda de Andalucía, en la provincia de Sevilla. Las instalaciones cumplen funciones logísticas, aunque no cuentan con servicios de pasajeros.
Históricamente, la estación fue un nudo ferroviario destacado, razón por la cual dispuso de importantes instalaciones, entre las cuales se incluía una reserva de locomotoras. No obstante, en las últimas décadas la estación ha perdido importancia, tras haber dejado de ser un nudo ferroviario.

## Situación ferroviaria
La estación se encuentra situada en el punto kilométrico 98,9 de la línea férrea de ancho ibérico queune Córdoba con Málaga, a 393 metros de altitud sobre el nivel del mar, entre las estaciones de Casariche y de Fuente de Piedra. El tramo es de vía única y está electrificada.

## Historia
La estación fue puesta en servicio el 15 de agosto de 1865 con la apertura del tramo Córdoba-Álora de la línea que pretendía unir Córdoba con Málaga. Las obras corrieron a cargo de la Compañía del Ferrocarril de Córdoba a Málaga, empresa que se había constituido para dicho propósito en 1861. Esta empresa acabaría integrándose en 1877 en la Compañía de los Ferrocarriles Andaluces, que a partir de entonces se hizo cargo de la gestión las infraestructuras.
«Andaluces» asumió la construcción de la línea Utrera-La Roda, que sería inaugurada en 1878. Ello convirtió a la estación de La Roda de Andalucía en un importante nudo ferroviario, donde se cruzaban los tráficos procedentes de Utrera y Marchena con los trenes que circulaban por la línea Córdoba-Málaga. La estación de La Roda llegó a contar con una reserva de locomotoras de vapor, dependiente del depósito titular de la estación de Málaga y adscrita a la línea Osuna-La Roda.
En 1936, durante la Segunda República, «Andaluces» fue incautada por el Estado debido a sus problemas económicos, y asignada la gestión de sus infraestructuras a la Compañía Nacional de los Ferrocarriles del Oeste. Esta situación no duró mucho, ya que en 1941, con la nacionalización de todos los ferrocarriles de ancho ibérico, las instalaciones pasaron a manos de la recién creada RENFE. La Roda continuaría teniendo un rol importante como nudo ferroviario hasta que en 1992 se construyó una nueva variante de la línea Utrera-La Roda, que se desviaba hacia la estación de Fuente de Piedra. La estación acabaría perdiendo su conexión con esta línea, lo que le hizo perder su condición de nudo ferroviario.
Desde enero de 2005, con la extinción de RENFE, el ente Adif es la titular de las instalaciones ferroviarias mientras que Renfe Operadora explota la línea. Hasta su supresión en el verano de 2013, dos Regional Exprés diarios cubrían la relación Córdoba-Bobadilla. En la actualidad la estación no presta servicios de viajeros.
Sus servicios logísticos principalmente son movimientos de la cercana campa de coches que está unida a la estación mediante un ramal.